# Dieter Gieseler
Dieter Gieseler (ur. 10 stycznia 1941 w Münster, zm. 8 lutego 2008 w Beverungen) – niemiecki kolarz torowy, srebrny medalista olimpijski.

## Kariera
Największy sukces w karierze Dieter Gieseler osiągnął w 1960 roku, kiedy zdobył srebrny medal w wyścigu na 1 km podczas igrzysk olimpijskich w Rzymie. W zawodach tych wyprzedził go jedynie Włoch Sante Gaiardoni, a trzecie miejsce zajął Rostisław Wargaszkin z ZSRR. Był to jedyny medal wywalczony przez Gieselera na międzynarodowej imprezie tej rangi oraz jego jedyny start olimpijski. Wielokrotnie zdobywał medale torowych mistrzostw kraju, w tym złoty w wyścigu na 1 km w 1960 roku. Nigdy nie zdobył medalu na torowych mistrzostwach świata.
Jego brat Edi Gieseler również był kolarzem.